# Brahima Guindo
Brahima Guindo (* 9. September 1977) ist ein ehemaliger malischer Judoka.

## Sport
Guindo trat bei den Olympischen Sommerspielen 2000 in Sydney in der Gewichtsklasse Halbmittelgewicht an und schied in der ersten Runde gegen den Iraner Kazem Sarikhani aus. Er diente auch als Fahnenträger bei der Eröffnungszeremonie. Außerdem trat er in den Afrikaspielen 1999 und den Judo-Afrikameisterschaften 2000 an, wo er jeweils Bronze gewann.